# 갤러해드

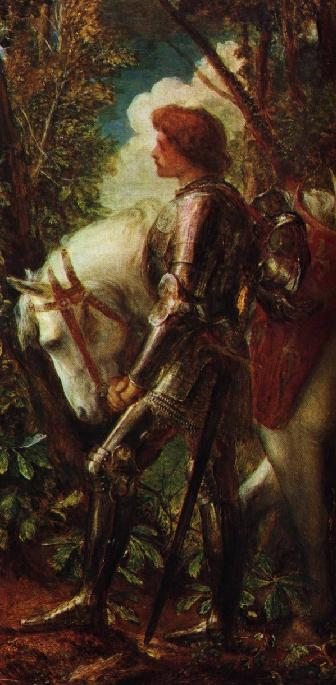
조지 프레드릭 워츠(1817–1904)가 묘사한 갤러해드.

갤러해드(Galahad)는 아서왕 전설에 등장하는 원탁의 기사 가운데 한 사람이자 거룩한 잔을 찾는 여정을 떠난 세 명의 기사 가운데 한 사람이다. 란슬롯과 코베닉의 일레인 사이에서 사생아로 태어난 그는 용맹하고 청렴한 인물로 유명하다. 중세 시대 아서왕 전승에서 상당히 늦게 이름이 알려진 갤러해드는 아서왕 전설에서 흡사 예수와 같은 면모를 지닌 기사로 등장한다. 갤러해드라는 이름은 《란슬롯-거룩한 잔 전집》에 처음으로 언급되었으며, 본격적인 그의 이야기는 후기 불가타판 전집과 토머스 말로리의 《아서왕의 죽음(Le Morte d'Arthur)》에 나온다.

## 생애

### 탄생
토머스 말로리는 자신의 저서에서 갤러해드의 탄생 이력에 대해 소상하게 적고 있는데, 이 이야기는 기본적으로 《란슬롯-거룩한 잔 전집》을 바탕으로 한 것이다. 펠레스왕의 딸인 일레인은 란슬롯에게 마법을 사용하여 자신을 그가 사랑하는 귀네비어 왕비로 착각하도록 만들었다. 토머스 말로리에 따르면, 펠레스왕은 자신의 딸과 란슬롯 사이에 사내아이가 태어나면, 장차 하느님의 선택을 받은 위대한 기사로 성장할 것이라는 예언을 받았다고 한다. 하지만 펠레스왕은 란슬롯이 사랑하는 여인은 오직 귀네비어 왕비 한 사람밖에 없다는 사실을 알고 있었다. 그리하여 펠레스왕은 당대 최고의 여자 마법사 가운데 한 사람으로 명성 높은 브루센을 찾아가 그녀로부터 마법의 반지를 얻었다. 브루센은 이 마법의 반지를 일레인이 손가락에 끼면 외양이 귀네비어 왕비로 변하게 될 것이라고 말하였다.
감쪽같이 속은 란슬롯은 일레인과 동침하였지만, 나중에 진실을 알고 크게 분노하여 일레인을 죽이려고 하였다. 하지만 일레인이 자신의 아이를 잉태했다는 사실을 알고는 곧바로 그녀를 용서하였다. 그러나 일레인 곁에 더 이상 있기를 원치 않았던 란슬롯은 그녀를 외면하고 아서왕의 궁전으로 돌아가 버렸다. 갤러해드는 태어나자마자 수녀원장이었던 대고모에게 위탁되었으며, 어린 시절을 수녀원에서 보냈다.
13세기 고대 프랑스어 산문에서는 란슬롯의 본명은 원래 ‘갤러해드’였는데, 나중에 개명한 것이라고 나와 있다. 따라서 갤러해드는 자기 친아버지의 원래 이름을 그대로 물려받은 셈이 된다. 멀린은 갤러해드가 나중에 커서 장차 그의 아버지 란슬롯을 뛰어넘을 용맹한 기사가 될 것이고, 거룩한 잔을 찾는데 성공할 것으로 내다보았다. 한편, 갤러해드의 외조부인 펠레스왕은 아리마태아의 요셉의 매부인 브론의 후손으로 아리마태아의 요셉으로부터 거룩한 잔을 수호하라는 임무를 부여받은 가문 출신으로 묘사되고 있다.

### 거룩한 잔

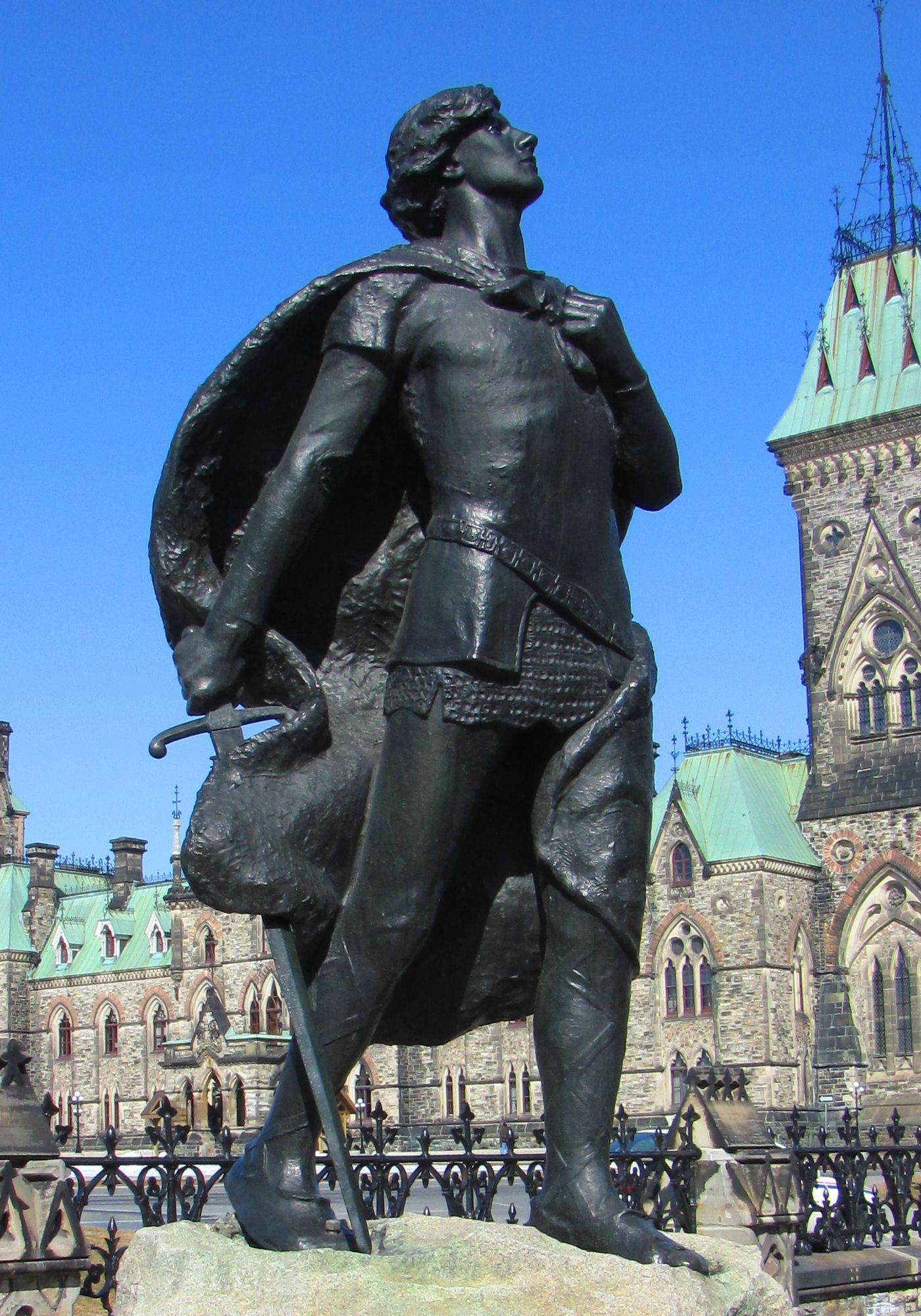
캐나다 온타리오 주 오타와에 있는 갤러해드 동상

성년이 된 갤러해드는 자신의 친아버지인 란슬롯과 재회한 후에 그에게 기사 작위를 받았다. 기사가 된 갤러해드는 성령강림대축일 날 아서왕의 궁전인 캐멀롯으로 갔는데, 아서왕의 원탁에서 유일하게 남는 자리에 가서 앉았다. 사실 그 자리는 ‘시지 패릴루스(Siege Perilous)’, 즉 거룩한 잔을 찾아낼 운명을 가진 기사 이외는 누구나 앉으면 죽는 자리였다. 그러나 갤러해드는 살아남았다. 아서왕은 갤러해드가 운명의 기사라는 사실을 알고 그를 강으로 데리고 갔다. 그곳에는 한 자루의 검이 돌에 박혀있었는데, 돌에는 다음과 같은 글자가 새겨져 있었다. “세상에서 가장 위대한 기사 외에는 어느 누구도 이 검을 뽑을 수 없다.” 참고로 돌에 박힌 검을 빼는 것은 아서왕 자신의 검인 엑스칼리버 전설의 중요 요소 가운데 하나이기도 하다. 갤러해드는 검을 쉽게 뽑았으며, 이를 본 아서왕은 갤러해드를 가리켜 그가 세상에서 가장 위대한 기사라고 선언하였다. 갤러해드는 즉시 원탁의 기사로 발탁되었으며, 곧바로 아서왕의 궁정에서 거룩한 잔의 환시가 나타났다. 그리하여 거룩한 잔을 찾기 위한 탐험이 시작되었다.
원탁의 기사 모두는 거룩한 잔을 찾기 위한 여정에 나섰다. 갤러해드는 보스, 퍼시벌과 다시 만나기 전까지 거의 대부분 혼자 여행하면서 적들을 물리쳤으며, 스무 명의 기사로부터 퍼시벌을 구해내고, 또한 곤경에 처한 여인들도 구해주었다. 갤러해드, 보스, 퍼시벌은 퍼시벌의 누이를 만나 같이 배를 탔다. 이들은 배를 타고 바다를 건너 멀리 떨어진 해안가에 도달하였으며, 이때 퍼시벌의 누이는 다른 사람의 목숨을 구하기 위해 희생할 것을 요구받게 되었다. 보스는 그녀의 장례식을 치러주기 위해 시신을 갖고 무리에서 이탈하였다.
수많은 모험을 겪은 후에 갤러해드와 퍼시벌은 펠리스왕과 그의 아들 엘리아자르의 궁전에 당도하였다. 이들 부자는 갤러해드를 한 방으로 데리고 갔는데, 그곳에서 갤러해드는 마침내 거룩한 잔을 보게 되었다. 갤러해드는 펠리스왕 부자로부터 거룩한 잔을 사라라는 거룩한 도시로 가져가줄 것을 요청받았다.

### 하늘로 승천
거룩한 잔을 본 후, 갤러해드는 자신이 원하는 때에 죽게 해 달라는 소원을 빌었다. 그리하여 아서왕의 궁전으로 돌아가는 길에 그는 하늘에서 내려온 아리마태아의 요셉을 만나 그에게 자신도 하늘나라로 데려가줄 것을 간청하였다. 퍼시벌과 보스와 작별을 고한 후, 갤러해드는 그들이 지켜보는 가운데 천사들에 의해 들어 올림을 받아 하늘나라로 올라갔다. 갤러해드 이후 거룩한 잔을 손에 넣을 수 있는 기사는 더 이상 존재하지 않았으며, 거룩한 잔은 지상에서 자취를 감추게 되었다고 한다.

## 같이 보기
- 거룩한 잔